# Chó Mucuchí
Chó Mucuchí (số nhiều Mucuchíes), còn được gọi với cái tên khác là Chó chăn cừu Venezuela là một giống chó có nguồn gốc từ Venezuela (đặc biệt là từ Sierra Nevada de Mérida). Những con chó giống này có một bộ lông và đặc biệt là có lông dọc theo các chi của chúng. Lông có màu trắng hoặc trắng pha với các mảng màu khác như màu mật ong hoặc màu nâu, hay các sắc thái của màu đen và xám.

## Ngoại hình
Chó Mucuchí là một giống chó tương đối lớn, có trọng lượng từ 30 đến 50 kg, có thân hình chắc chắn, ngoại hình dễ mến, một đôi mắt màu nâu có kích thước lớn và một vẻ mặt vui tươi. Giống chó này có năng lượng lớn tuy đã phát triển bản năng theo dõi, điều này luôn giữ cho nó tỉnh táo, luôn đề phòng và an toàn.

## Phẩm chất
Chó Mucuchí ban đầu là một giống chó chăn cừu và chó bảo vệ. Phẩm chất đầu tiên đã bị mất do sự thiếu hụt gia súc ở vùng đồng hoang của người Andes, nhưng nó vẫn giữ được các khía cạnh về giám hộ. Giống chó này có một tính cách mạnh mẽ, rất năng động, dịu dàng và yêu thương đối với gia đình của nó, nhưng có thể phản ứng dữ dội với người lạ trừ khi được huấn luyện cách hòa nhập đúng cách. Nó sẽ luôn luôn có đôi cựa trên chân sau và một cựa ở chân trước.